# Петър Ацев
 Тази статия е за ореовеца, прилепски войвода на ВМОРО.  За представителя на МПО вижте Петър Ацев (МПО).  
Петър Ацев Хаджикостадинов от рода Симоновци е български революционер, прилепски войвода на Вътрешната македоно-одринска революционна организация. Използва псевдонимите Герасим, Дедото, Дедо Петре, Сакъллията даскал, Тале.

## Биография

### Четнически период
Петър Ацев е роден през 1877 година в село Ореовец, тогава в Османската империя в семейството на Аце Хаджикостадинов от рода Симоновци. Аце Хаджикостадинов е убит от помаци при тиквешкото село Сирково.
Петър Ацев завършва VI гимназиален клас в София. От 1897 до 1901 година е учител в Прилеп, Крушево и други селища в Македония. Заедно с братята си Мирче и Георги се включва в революционната дейност на ВМОРО. Докато е учител в Крушево е помощник на ръководителя на Крушевския революционен район Димитър Иванов, силно се активизира революционизирането на околията.
В началото на 1902 година при Аферата с Неделното училище в Крушево става нелегален, а от май е околийски войвода в Прилепско. Тогава негов четник е и Атанас Иванов. Временно замества Христо Оклев като Полски войвода. Наказва предателя на Методи Патчев от Кадино село.
Петър Ацев е представител на Прилепския революционен район на Смилевския конгрес в началото на 1903 година, като е един от основните противници на провеждането на въстанието. За основна причина изтъква лошото въоръжение в района си. Също така Петър Ацев, заедно с Георги Попхристов и Лазар Поптрайков, е избран за запасен член на генералния щаб, съставен от Даме Груев, Анастас Лозанчев и Борис Сарафов.
След края на Илинденско-Преображенското въстание е избран за нелегален член на окръжния комитет заедно с Павел Христов и Пандо Кляшев, а легални са Милан Матов, Петър Нешев и Михаил Ракиджиев. Ацев води редица сражения с османски части и чети на сръбската и гръцката пропаганда в Македония. На 28 юни 1904 година четите на войводите Петър Ацев и Никола Каранджулов водят сражение с турски аскер в местността Кюлето при село Селце, в която загива Никола Каранджулов. През 1905 година Трайко Краля, Петър Ацев, Гьоре Спирков – Ленищанец и Кръстьо Гермов правят среща с Глигор Соколович, който с фалшиви документи ги убеждава да го допуснат в Македония.
| Чета на Петър Ацев, 1905 година | Чета на Петър Ацев, 1905 година | Чета на Петър Ацев, 1905 година | Чета на Петър Ацев, 1905 година | Чета на Петър Ацев, 1905 година |
| Номер                           | Име                             | Селище                          | Околия                          | Забележка                       |
| ------------------------------- | ------------------------------- | ------------------------------- | ------------------------------- | ------------------------------- |
| 1.                              | Петър Ацев                      | Ореовец                         | Прилепска                       |                                 |
| 2.                              | Кръсте Наумов                   | Прилеп                          | Прилепска                       |                                 |
| 3.                              | Димко Богов                     | Велес                           | Велешка                         |                                 |
| 4.                              | Тодор Костов                    | Прилеп                          | Прилепска                       |                                 |
| 5.                              | Георги П. Михайлов              | Одрин                           | Одринска                        |                                 |
| 6.                              | Стоян Коев                      | Казанлък                        | Казанлъшка                      |                                 |
| 7.                              | Панайот Стойков                 | Ески Джумая                     |                                 |                                 |
| 8.                              | Филип Тодоров                   | Подгорица                       | Черна гора                      |                                 |
| 9.                              | Алекса Конев                    | Прилеп                          | Прилепска                       |                                 |
| 10.                             | Младен Нинков                   | Раяновци                        | Видинско                        |                                 |
| 11.                             | Мицо Трайков                    | Гявото                          | Гевгелийско                     |                                 |
| 12.                             | Алекси Наумов                   | Прилеп                          | Прилепска                       |                                 |
| 13.                             | Петър Баев                      | Прилеп                          | Прилепска                       |                                 |
| 14.                             | Иван Петров                     | Прилеп                          | Прилепска                       |                                 |
| 15.                             | Васил Оклев                     | Прилеп                          | Прилепска                       |                                 |
| 16.                             | Темелко Велянов                 | Оздолени                        | Охридска                        |                                 |
| 17.                             | Атанас Петков                   | Разград                         | Разградска                      |                                 |
| 18.                             | Янаки Атанасов                  | Гопеш                           | Битолска                        |                                 |
| 19.                             | Григор Атанасов                 | Гопеш                           | Битолска                        |                                 |
| 20.                             | Христо Станков                  | Гопеш                           | Битолска                        |                                 |

| Чета на Петър Ацев, 1 септември 1906 година | Чета на Петър Ацев, 1 септември 1906 година | Чета на Петър Ацев, 1 септември 1906 година | Чета на Петър Ацев, 1 септември 1906 година | Чета на Петър Ацев, 1 септември 1906 година |
| Номер                                       | Име                                         | Селище                                      | Околия                                      | Забележка                                   |
| ------------------------------------------- | ------------------------------------------- | ------------------------------------------- | ------------------------------------------- | ------------------------------------------- |
| 1.                                          | Петър Ацев                                  | Ореовец                                     | Прилепска                                   |                                             |
| 2.                                          | Димитър Ив. Робев                           | Битоля                                      |                                             |                                             |
| 3.                                          | Георги Дочев                                | Казанлък                                    |                                             |                                             |
| 4.                                          | Никола Тенев                                | Касат                                       | Казанлъшка                                  |                                             |
| 5.                                          | Димитър К. Ефремов                          | Рахово                                      |                                             |                                             |
| 6.                                          | Камо Тенев                                  | Гюнели махала                               | Старозагорска                               | [ 12 ]                                      |

През 1907 година участва в битката на Ножот заедно с войводите Тане Николов, Иван Наумов, Михаил Чаков, Христо Цветков и Мирчо Найдов. На Кюстендилския конгрес от 1908 година Петър Ацев е избран за допълнителен член на ЦК на ВМОРО заедно с Петко Пенчев, Павел Христов, Ефрем Чучков, Аргир Манасиев и Стамат Икономов.
След Младотурската революция 1908 година излиза от нелегалност и се установява да живее в Прилеп. Делегат е от Прилеп на Първия общ събор на Българската матица в Солун от 20 до 22 април 1910 година.
В 1910 година е арестуван след убийството на сръбския войвода Глигор Соколов. Осводобен е за кратко, но септември 1910 година по време на обезоръжителната акция на младотурците е отново арестуван, заедно с Михаил Попев, Георги Небрежанец и още няколко бивши дейци на ВМОРО. На 12 ноември 1910 година е осъден на доживотен затвор заедно с Данко Бърдаров и Фидан Найдов от Прилеп. 15 месеца е разкарван из различни затвори в Македония и Мала Азия.
Освободен е през средата на 1911 година и се установява в Пловдив, България. Участва като доброволец в Балканската война, след това и в Първата световна война. Старши подофицер Петър Ацев е сред наградените от германския кайзер Вилхелм II с орден „За военни заслуги“ на военна лента по време на посещението му в Ниш на 5 януари 1916 г. През 1917 година подписва Мемоара на българи от Македония от 27 декември 1917 година.

### Мирен живот
След края на войната Петър Ацев участва във Временното представителство на бившата ВМОРО, а по-късно е член на Илинденската организация. След създаването си ВМРО (обединена) прави опит да привлече хора с тежест и авторитет в освободителното движение, като Ацев, но съзнавайки, че организацията има за цел да провежда чужда антинационална политика, Ацев отказва.

Почива през 1939 година в Пловдив. Лазар Томов пише в списание Илюстрация Илинден за кончината му: 
| „ | На 20 април т.г. се помина в гр. Пловдив почти пожизнения председател на бюрото на конгресите на Илинденската организация. В същия ден радиото разнесе скръбната вест за смъртта на големия българин и борец за свободота на Македония по всички краища на българските земи. Много български сърца се свиха от жал за него, много негови другари, приятели и познати, пророниха сълзи за своя свиден водач. | “ |